# Церковь Эке
Церковь Эке (швед. Eke kyrka) — средневековая церковь в Эке на шведском острове Готланд. Она была построена в XII—XIII веках, с незначительными дополнениями и изменениями сохранив свой первоначальный облик до нынешних времён, в том числе и несколько средневековых фресок. Церковь Эке относится к диоцезу Висбю Церкви Швеции.

## История и архитектура

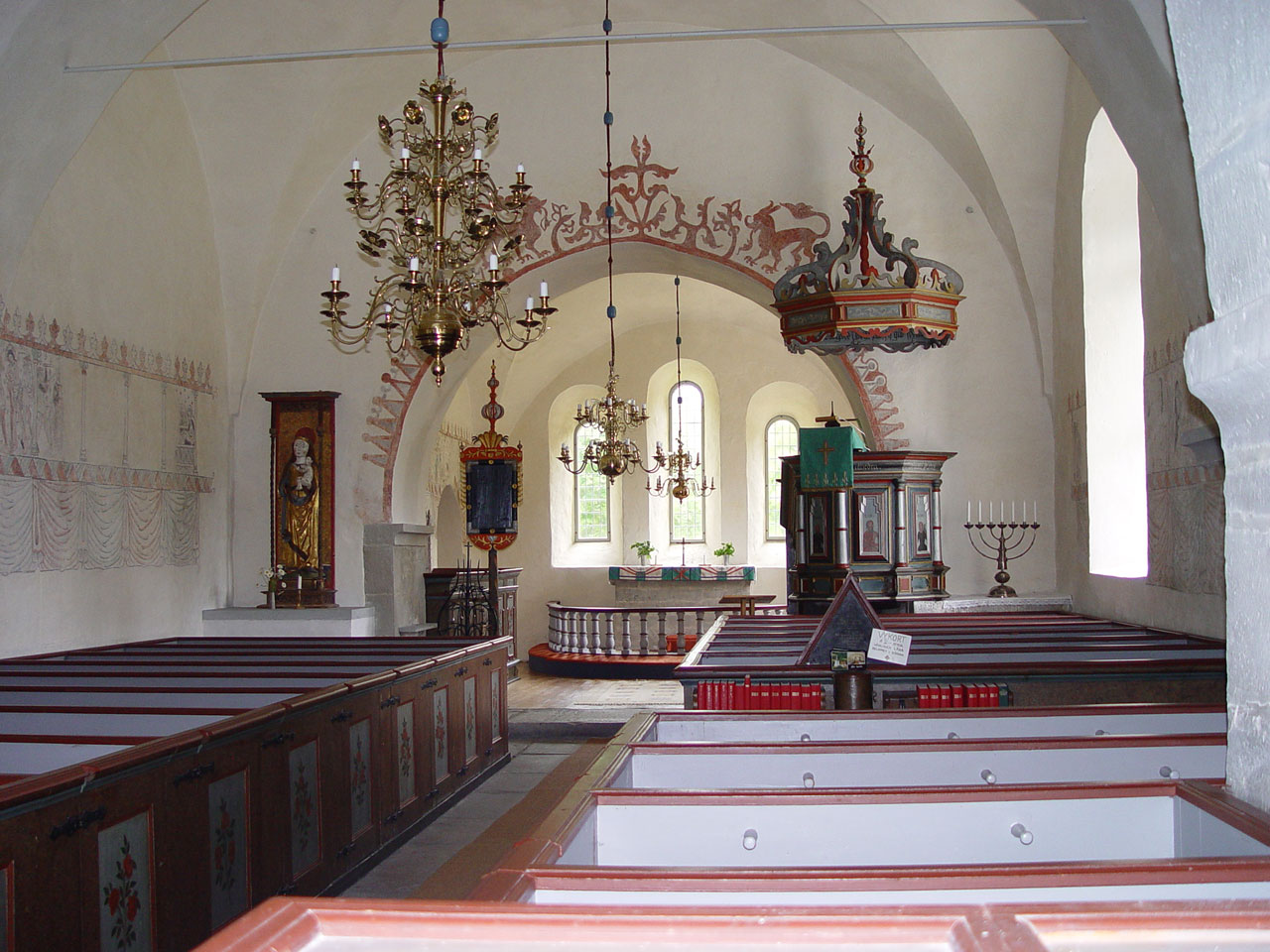
Интерьер церкви с видом в сторону хора

На месте нынешнего храма с романским нефом и готической башней ранее существовала деревянная церковь, фрагменты которой были обнаружены в 1916 году под полом нынешней церкви. Деревянную церковь украшала роспись в византийском стиле.
Самая старая часть нынешнего здания — неф и хоры, датируемые серединой XIII века. Около 1300 года к церкви была пристроена непропорционально массивная башня. К более поздним дополнениям и изменениям в убранстве церкви относятся ризница XIX века и увеличение всех окон, кроме одного.
В экстерьере церкви доминирует массивная башня, имеющая готический портал. А в нефе расположены романские порталы, украшенные чередующимся красным известняком и серо-зелёным песчаником.
Интерьер церкви богато украшен средневековыми фресками. Самые старые из них (XIII века) находятся в хоре, на них изображены вымышленные животные, геометрические орнаменты и листва. Другие фрески относятся к середине XV века и изображают сцены из Страстей Христовых, а также другие библейские истории.
Среди церковной утвари выделяется купель, выполненная в романском стиле скульптором Сиграфом и датируемая XII веком, а также деревянная Мадонна примерно 1500 года. Скамьи и кафедра относятся к XVIII веку.
Церковь была отремонтирована в 1916 году и повторно в 1969—1971 годах.